# Księżniczka i cesarz
Księżniczka i cesarz (hindi जोधा-अकबर, urdu جودھا اکبر, oryg. Jodhaa Akbar) – bollywoodzki film z 2008 roku w reżyserii Ashutosha Gowarikera. W rolach głównych wystąpili Hrithik Roshan i Aishwarya Rai. 
Film opowiada historię miłości muzułmańskiego imperatora Akbara i jego hinduskiej żony, księżniczki Radźputów Jodhi. Symbolicznie w osobie Akbara i Jodhy islam poślubia tu hinduizm, aby stworzyć fundament pod jedność Indii. Barwny, wypełniony muzyką sławnego A.R. Rahmana film wzywa do jedności Indii ponad podziałami wyznań. Na to wezwanie skrajni hinduiści pragnący Indii tylko dla hindusów, widzący dla muzułmanów indyjskich miejsce w Pakistanie odpowiedzieli komunalistycznymi zamieszkami i bojkotem filmu.

## Fabuła
Amer w Radźputanie w połowie XVI wieku. Sujamal (Sonu Sood) i Jodha (Aishwarya Rai) od dziecka widzą w sobie brata i siostrę. On uczy ją władać szablą i być czujną wobec przeciwnika, ona wspiera go w jego marzeniach o władzy. Cieszą się swoją obecnością, ufają sobie. Mimo to, gdy ojciec Jodhy (Kulbhushan Kharbanda) przekazuje władzę komuś innemu, dochodzi między nimi do rozstania. Rozżalony Sujamal opuszcza Amer szukając wsparcia w walce o władzę w Adźmerze u Sharifuddina Hussaina (Nikitin Dheer), szwagra panującego w Indiach mogolskiego cesarza Akbara (Hrithik Roshan). W obawie przed jego zemstą Raja Bharmal szuka ochrony u Akbara. Jego decyzja budzi wzburzenie wśród wrogich Akbarowi Radźputów. Jeden z nich zrywa zaręczyny z Jodhą. Bharmalowi nie pozostaje nic innego jak wzmocnić swój sojusz z Akbarem oddając mu córkę za żonę. Przemodliwszy sprawę przy grobie świętego sufiego Mu'in ad-Dina Cziszti Akbar, pragnąc jedności muzułmanów i hinduistów, zgadza się poślubić radźpucką księżniczkę. W tym samym czasie Jodha płacze, wstrząśnięta decyzją ojca. Nie wyobraża sobie, że ona, hinduska, może poślubić muzułmanina – obcego, chowanego w języku urdu, z rodu najeźdźców, którzy narzucili władzę Indiom. Nie może pojąć, dlaczego on modli się do Boga, którego twarzy nie wolno przedstawiać. Ona − księżniczka dumnego rodu radźputów − jest przywiązana do swego niebieskolicego boga Kriszny, przed którego figurą modli się co dzień. Czuje wyobcowanie i strach, wzmocnione przez matkę, która podpowiada jej otrucie się jako sposób uniknięcia hańby. Jednak Jodha, nie chcąc zranić uczuć ojca chroniącego królestwo Ameru, zgadza się na ślub. Ale stawia zdumionemu Akbarowi warunki – nie przejdzie z hinduizmu na islam. W swoim pałacu w Agrze, jak w każdym hinduskim domu, chce mieć kapliczkę z figurą swojego Boga. Pełen szacunku dla walki dumnej księżniczki, Akbar przyjmuje warunki. Mimo to w noc poślubną okazuje się, że Jodha boi się bliskości z tak bardzo obcym jej duchem mężczyzną.

## Obsada
- Hrithik Roshan – cesarz Jalaluddin Muhammad Akbar
- Aishwarya Rai – Jodha
- Kulbhushan Kharbanda – Raja Bharmal
- Sonu Sood – Rajkumar Sujamal
- Suhasini Mulay – Rani Padmawati
- Shaji Choudhary – Adham Khan
- Punam S Sinha – Mallika Hamida Banu
- Amitabh Bachchan – narrator

## Muzyka
Autorem muzyki jest A.R. Rahman, który skomponował też muzykę do takich filmów jak: Rangeela, Kisna, Swades, Yuva, Water, Rebeliant, Rang De Basanti, Guru, Dil Se, Saathiya, Lagaan, Taal, Zubeidaa, Earth, Tehzeeb, The Legend of Bhagat Singh, Kannathil Muthamittal.
- Azeem-O-Shaan Shahenshah
- Jashn E Bahaaraa
- Khwaja Mere Khwaja
- Inn Lamhon Ke Daaman Mein
- Mann Mohanaa
- Jashn-E-Bahaaraa
- Khwaja Mere Khwaja